# Alter Wasserturm (Wismar)

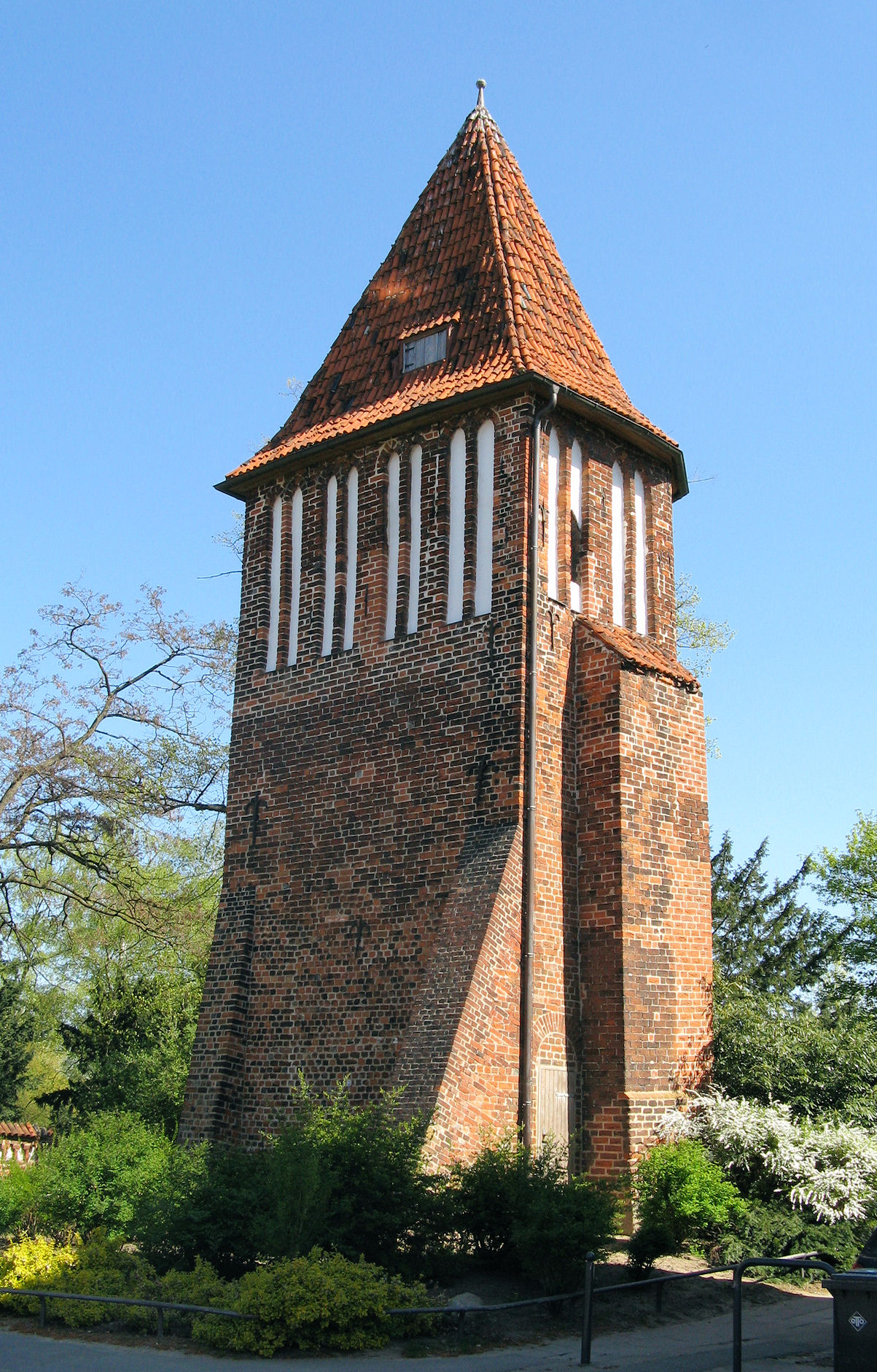
Alter Wasserturm in Wismar

Der Alte Wasserturm in der Hansestadt Wismar war ursprünglich ein Wehrturm der mittelalterlichen Befestigungsanlagen der Stadt.
Er ist heute neben dem historischen Wassertor am Hafen Wismars und kleinen Rudimenten der ehemaligen Stadtmauer das letzte steinerne Zeugnis einer städtischen Wehranlage.

## Geschichte

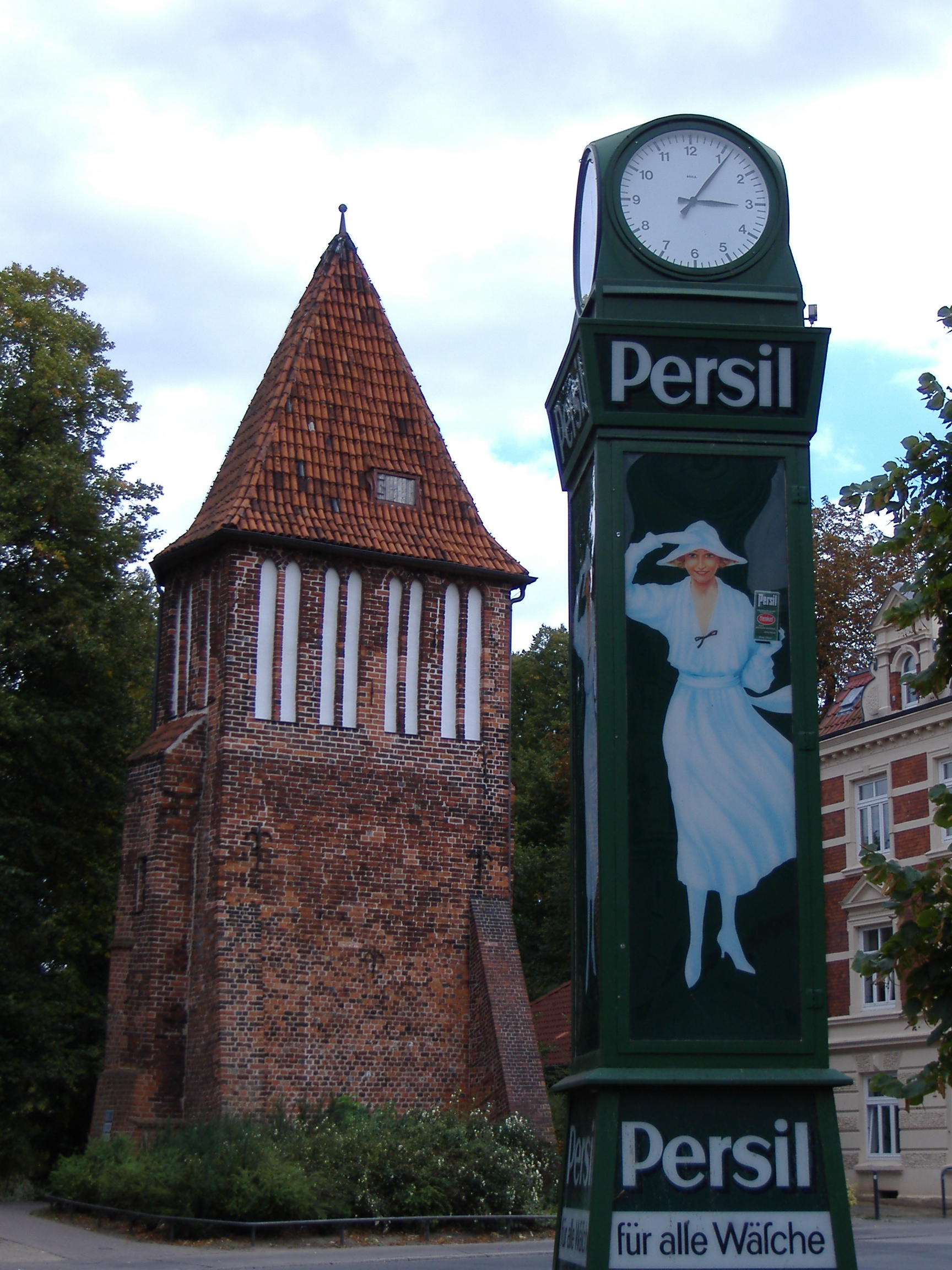
Blick zum Alten Wasserturm mit Persil-Werbung

Die Schweden hatten mit dem französischen König Ludwig XIV. 1675 im Nordischen Krieg eine Allianz gegen Brandenburg-Preußen geschlossen. Die Brandenburger kämpften gegen die Schweden, und diese erlitten bei Fehrbellin am 18. Juni 1675 eine vernichtende Niederlage. Danach verfolgten die Brandenburger gemeinsam mit dem dänischen König Christian V. die schwedischen Truppen, und der brandenburgische Kurfürst überließ den Dänen die kriegerische Einnahme Wismars. Am 16. Dezember 1675 zog Christian V. in die Stadt ein und besetzte die Stadt, nachdem der Rat ihm huldigen musste.
Wismar wurde seit 1632 zu einer der stärksten Festungen Europas ausgebaut, aber die Dänen überwanden den Widerstand durch die Trennung der Wasserleitungen, die in die Stadt führten. Seit Erbauung der Wasserkunst auf dem Markt kam das Wasser durch hölzerne Leitungen (Pipen) aus einer Quelle von einem Dorf bei Wismar; zusätzlich floss etwas Süßwasser, das aber nicht ausreichte, durch einen künstlich angelegten Kanal, die Grube.
Nach dem 1679 geschlossenen Frieden von Saint-Germain und dem dann am 23. November 1680 erfolgten Abzug der dänischen Besatzung wertete man die Schwachstelle in der Stadtverteidigung aus. Die Lösung war der Umbau eines Wehrturms, der an einem Süßwasserzufluss lag. Bürgermeister Anton Scheffel beauftragte den Lübecker Jochen von Schwoll 1685 mit dem Umbau des Wehrturmes zum Wasserturm. Mittels eines mit Pferdekraft betriebenen Göpelwerkes wurde das Wasser in einen oben im Turm befindlichen Behälter gepumpt.
1715 kam es zur Belagerung von Wismar, wodurch es erneut in kriegerische Handlungen des Großen Nordischen Krieges von 1700 bis 1721 hineingezogen wurde. Aus den Erkenntnissen der Belagerung von 1675 verband man 1715 beide Wasseranlagen, die Wasserkunst auf dem Markt und den Wasserturm an der Stadtmauer mit den hölzernen Pipen. So hatte man eine doppelte Absicherung. Bis 1873 hat diese Anlage funktioniert. Leistungsfähigere und modernere Anlagen zur Wasserversorgung machten die Anlagen überflüssig. Bis heute ist aber der Name Alter Wasserturm geblieben.